# إيرينا تشاشينا
إيرينا فيكتوروفنا تشاشينا (الروسية: Ирина Викторовна Чащина ؛ ولدت في 24 أبريل 1982) هي لاعبة جمباز إيقاعية روسية سابقة هي الحائزة على الميدالية الفضية الأولمبية 2004 في جمباز الشامل، حاصلة على الميدالية البرونزية العالمية مرتين (2003 ، 2005) ، الحائزة على الميدالية البرونزية الأوروبية الشاملة لعام 2004 والميدالية الفضية الشاملة في نهائي سباق الجائزة الكبرى لعام 2000.
في 4 كانون الأول / ديسمبر 2012 ، في مؤتمر الاتحاد الروسي للجمباز الإيقاعي في نوفوغورسك ، تم انتخاب تشاتشينا نائبًا لرئيس الاتحاد الروسي للجمباز الإيقاعي (RRGF) جنبًا إلى جنب مع البطل الأولمبي لعامي 2008 و 2012 يغجينيا كانيفا . تم ترشيح تشاشينا من قبل إيرينا فينر لمنصب رئيس الاتحاد الروسي للجمباز الإيقاعي (RRGF) لكنها رفضت. في مايو 2013 افتتحت تشاشينا مدرسة الجمباز الإيقاعي التي سميت باسمها في بارناول ، ألتاي كراي. حضر حفل الافتتاح لاعبو الجمباز الإيقاعي الآخرون ليوبوف تشاركاشينا وناتاليا جودونكو وأولغا كابرانوفا.